# Дубовий гай (Одеська область)
45°23′45″ пн. ш. 28°48′30″ сх. д. / 45.39583° пн. ш. 28.80833° сх. д.
Ботанічна пам’ятка природи місцевого значення «Дубовий гай» (втрачена) була створена рішенням виконкому обласної ради 1972 року. Площа 2,9 га.

Державне  підприємство “Ізмаїльське лісове господарство”, Ізмаїльське лісництво, урочище «Баранівка», квартал 9, ділянка 4 (на захід від дороги Ізмаїл — Каланчак).

## Опис (на початок 2000-х)
У період створення (1950 р.) це була еталонна ділянка дубових насаджень в південному степу. З деревних порід розповсюджені Quercus robur, Sophora japonica, з кущів – Caragana arborescens, Swida sanquinea (Свидина кривавочервона), Rosa canina та ін. Зараз (на сер.-кін. 2000-х рр.) спостерігається висихання дерев, що значно зменшує повноту деревостану.

Як i «Акацієвий гай» та «Баранівський ліс», об’єкт втратив еталонну та природоохоронну цінність.
Рішенням Одеської обласної ради від 20 березня 2009 року №779-V  об'єкт було скасовано. Скасування відбулось за рекомендацією Південного наукового центру НАН України та Одеського національного університету ім. І.І. Мечнікова по причині всихання насаджень .